# Adeyemi I Alowolodu
Adeyemi I Alowolodu, död 1905, var alaafin, monark, i Oyoriket mellan 1876 och 1894.